# Самниашвили, Надежда Ражденовна
Надежда Ражденовна Самниашвили (12 августа 1922, село Шиндиси, Горийский уезд,  ССР Грузия — неизвестно, село Шиндиси, Горийский район, Грузинская ССР) — учительница Шиндисской средней школы, Горийский район, Грузинская ССР. Герой Социалистического Труда (1978). Депутат Верховного Совета Грузинской ССР.

## Биография
Родилась в 1922 году в крестьянской семье в селе Шиндиси Горийского уезда. После окончания в 1940 году средней школы в родном селе трудилась библиотекарем в сельской библиотеке, секретарём-машинисткой в МТС. В последующем — старшая пионервожатая в родной школе, учительница восьмилетней вечерней школы. С 1954 года — преподаватель грузинского языка и литературы в родной школе в Шиндиси. В 1956 году окончила заочное отделение Тбилисского педагогического института.
Указом Президиума Верховного Совета СССР от 27 июня 1978 года удостоена звания Героя Социалистического Труда за «большие заслуги в деле обучения и коммунистического воспитания учащихся» с вручением ордена Ленина и золотой медали «Серп и Молот» (№ 19101).
Избиралась депутатом Верховного Совета Грузинской ССР.
Трудилась в школе до выхода на пенсию. Проживала в родном селе Шиндиси. Дата смерти не установлена.
Награды
- Герой Социалистического Труда
- Орден Ленина
- Орден «Знак Почёта» (02.07.1951)
- Медаль Якоба Гогебашвили (ведомственная, 23.11.1976)
- Знак «Отличник народного образования»
- Заслуженный учитель Грузинской ССР (24.04.1987).